# Улица Коли Мяготина
У́лица Ко́ли Мяго́тина — одна из основных транспортных магистралей города Кургана и одна из самых протяженных его улиц.

## Расположение
Улица проходит с запада, от Памятника танкистам 25-го учебного танкового полка, являясь продолжением Проспекта Конституции на восток до улицы Аргентовского.

## История
2 марта 1933 года Вокзальная улица переименована в честь земляка-курганца пионера-героя Коли Мяготина.

### Пересекает улицы
- Улица Невежина
- Улица Кремлёва
- Улица Сухэ-Батора
- Улица Войкова
- Улица 1 Мая
- Улица Рихарда Зорге
- Улица Тобольная
- Улица Красина
- Улица Кирова
- Улица Томина
- Улица Володарского
- Улица Комсомольская
- Улица Ленина
- Улица Пичугина
- Улица Пролетарская
- Улица 1-я Заводская
- Улица Савельева
- Улица Ипподромная

## Транспорт
По проспекту осуществляют пассажирские перевозки автобусы и маршрутные такси, до 29 апреля 2015 года были и троллейбусы.

### Остановки общественного транспорта
| Название                       | Номера маршрутов автобуса                                                |
| ------------------------------ | ------------------------------------------------------------------------ |
| Памятник танкистам             | 24, 29, 32, 36, 64, 65, 74, 76, 91, 92, 94м, 99, 254, 319, 339, 360, 503 |
| Курганский индустриальный парк | 24, 29, 32, 36, 64, 65, 74, 76, 91, 92, 94м, 99, 319, 339, 360, 503      |
| Бассейн «Дельфин»              | 24, 29, 32, 36, 64, 65, 74, 76, 91, 92, 94м, 99, 254, 319, 339, 360, 503 |
| Спорткомплекс                  | 24, 29, 32, 36, 64, 65, 74, 76, 91, 92, 94м, 99, 254, 319, 339, 360, 503 |
| Гастроном                      | 58, 503                                                                  |
| Магазин «Детский мир»          | 58, 254, 503                                                             |
| Ул. Зорге                      | 254, 503                                                                 |
| Ул. Красина                    | 58                                                                       |
| Гостиница «Академия»           | 58, 62, 64, 76, 94м, 360                                                 |
| Детская поликлиника            | 58, 62, 64, 76, 94м, 360                                                 |
| Ул. Пичугина                   | 58, 62, 63, 64, 65, 74, 76, 94м, 139, 232, 360                           |
| Баня                           | 94м                                                                      |

## Общественно-значимые здания
- Торгово-развлекательный центр «Гиперсити», ул. Коли Мяготина, 8
- Курганский машиностроительный завод конвейерного оборудования, ул. Коли Мяготина, 41
- Исправительная колония № 4, ул. Коли Мяготина, 43
- Бассейн «Дельфин», ул. Коли Мяготина, 51
- Детская музыкальная школа № 3, ул. Коли Мяготина, 55
- Гимназия № 47, ул. Коли Мяготина, 67
- Дом бытовых услуг, ул. Коли Мяготина, 56а
- Развлекательный центр «Академия», ул. Коли Мяготина, 100
- Курганская детская поликлиника, ул. Коли Мяготина, 114
- Управление Федеральной службы судебных приставов по Курганской области, Библиотека им. М. А. Шолохова, мемориальная доска М. А. Малинникову, ул. Коли Мяготина, 119
- Региональный фонд капитального ремонта многоквартирных домов Курганской области, Кургангазсеть, ул. Коли Мяготина, 125
- Курганский институт железнодорожного транспорта, ул. Коли Мяготина, 147 корп. 1
- Баня № 10, ул. Коли Мяготина, 150
- Управление опеки и попечительства Департамента социальной политики Администрации г. Кургана, ул. Коли Мяготина, 152
- Гимназия № 27, ул. Коли Мяготина, 176
- Спорткомплекс КГУ, ул. Коли Мяготина, 217